# Солдаткин, Александр Александрович
Александр Александрович Солдаткин (род. 13 февраля 1988, Куйбышев, СССР) — актёр Театра Романа Виктюка, киноактёр.

## Биография
Родился 13 февраля 1988 года в Куйбышеве. Окончил музыкальную школу по классу баяна и фортепиано.
Окончил ВТУ им. Щукина в 2009 году курс под руководством народного артиста России В. В. Фокина и кандидата искусствоведческих наук М. А. Пантелеевой (2009 год).
С 2009 года по октябрь 2013 года служил в труппе Государственного академического театра имени Евгения Вахтангова, с 2012 года — актёр Театра Романа Виктюка.

## Театральные работы
На сцене Театра им. Вахтангова с 2009 по 2013 год сыграл роли:
- Одессит («Белая акация»),
- Лейтенант Фернан де Шамплатро («Мадемуазель Нитуш»),
- Степан («За двумя зайцами»),
- Птица-мирмидонец («Троил и Крессида»),
- Максимилиан, Дюжи («Фредерик, или Бульвар Преступлений»),
- Танцовщик («Берег женщин»),
- Кристиан («Сирано де Бержерак»),
- Мартынов («Царская охота»),
- Принц Филипп («Принцесса Ивонна»),
- Мальчик («Медея»),
- Дон Карлос («Дон Жуан и Сганарель»),
- Репетитор («Евгений Онегин»)[1],
- «Мера за меру»,
- «Пристань»,
- «Посвящение Еве».

Также играл:
- в Центре им. Мейерхольда — в спектакле «Нос» (реж. Олег Герасимов)[2];
- в Театриуме на Серпуховке — русского офицера в мюзикле «Мата Хари: Любовь и шпионаж» (реж. Егор Дружинин);
- в театральном музее им. А. А. Бахрушина — поэта в спектакле «Царица Тамара»[3];
- в театре Драмы и Оперы «Театр ДО» — Антонио Сальери в спектакле «Антонио и Амадей» (пост. Вячеслав Стародубцев).

С 26 марта 2012 года играл Клер в спектакле «Служанки» Романа Виктюка по одноимённой пьесе Жана Жене.

## Киноработы
В 2008 году снимался в сериале «Одна ночь любви».
В 2011 году на канале ТНТ вышел комедийный сериал «Зайцев + 1». Александр сыграл в нём одну из главных ролей — Илью, самоуверенного и самовлюбленного парня.
После сериала «Зайцев + 1» режиссёр Андрей Силкин утвердил Александра на главную роль танцора бальных танцев Саши Троицкого в романтической комедии «Сделка» (2011).
В 2011 последовала работа в сериале «Только ты».
Спустя год Александр Солдаткин снялся в мелодраме Елены Николаевой «Ангел в сердце», сыграв одного из главных героев — Дмитрия в молодости. В том же 2012 году он сыграл сразу 2 роли в телесериале «Без срока давности» (серия № 16 «Последний гол») — талантливых футболистов Никиту Германа и его сына Никиту Германа-младшего.
В 2015 году сыграл Игоря, главную мужскую роль в фильме «Жена по совместительству» .

## Призы и награды
Лауреат премии «Золотой лист» (2009, за роль Рюи Блаза в спектакле «Рюи Блаз» учебного театра при Театральном институте имени Щукина).